# Canal Street (Manchester)
Canal Street – ulica w centralnej części Manchesteru, w północno-zachodniej Anglii, stanowiąca centrum gejowskiej dzielnicy tego miasta.
Ulica biegnie wzdłuż brzegu Kanału Rochdale i jest zabudowana w większości klubami oraz restauracjami dla osób LGBT. Wieczorami i nocą (a w ciągu dnia podczas ciepłych miesięcy) ulica jest wypełniona pijącymi i imprezującymi gejami i lesbijkami, wśród których są turyści z całego świata. Do części ulicy przylegają tereny Sackville Park.

## Linki zewnętrzne

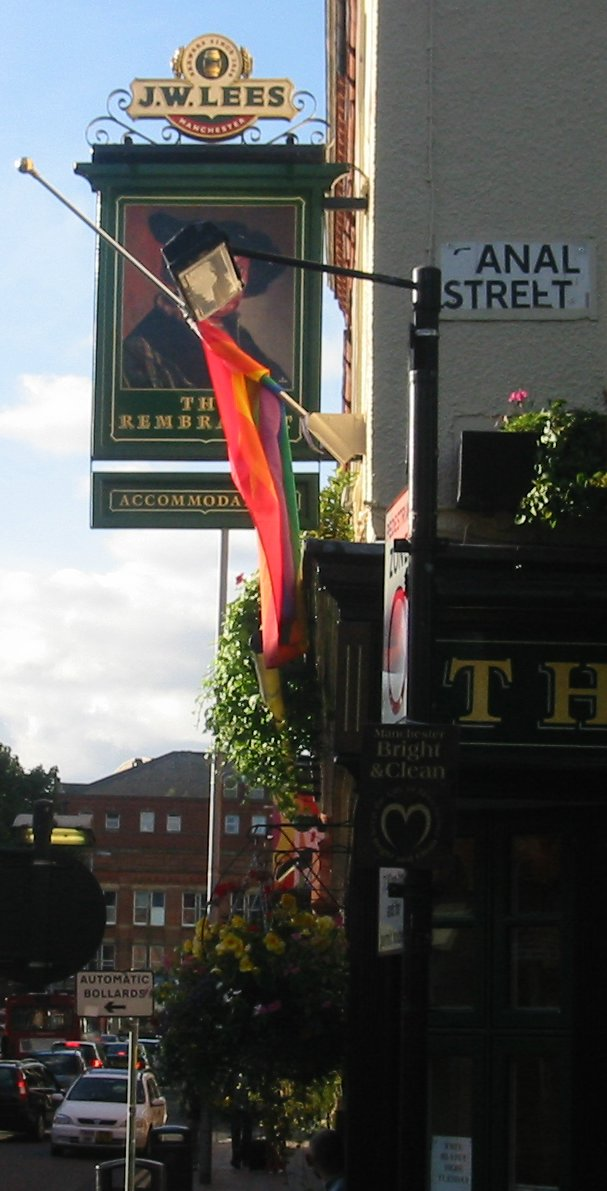
Litera C na tabliczce z nazwą ulicy Canal Street bywa dla żartu zasłaniana przez co napis głosi Anal Street.